# Anomis noctivolans
Anomis noctivolans är en fjärilsart som beskrevs av Butler 1880. Anomis noctivolans ingår i släktet Anomis och familjen nattflyn. Inga underarter finns listade i Catalogue of Life.